# Obadele Thompson
Obadele Thompson (ur. 30 marca 1976 w Saint Michael na Barbadosie) – barbadoski sprinter. Medalista olimpijski z 2000 roku, a także olimpijczyk z 1996 i 2004 roku.
W 1994 roku uzyskał juniorski rekord świata. Srebrny medalista uniwersjady w biegu na 100 metrów z 1995. W 1999 roku został srebrnym medalistą Halowych Mistrzostw Świata w biegu na dystansie 200 metrów. W 2000 roku zdobywając brązowy medal Letnich Igrzysk Olimpijskich w Sydney w biegu na tym samym dystansie został pierwszym medalistą olimpijskim ze swojego kraju.
Długo uchodził za najszybszego człowieka świata - w kwietniu 1996 roku w El Paso przebiegł 100 metrów w czasie 9,69 sekundy. Rekord ten nie został uznany z powodu zbyt silnego wiatru (5,0 m/s przy maksymalnej dozwolonej sile wiatru 2 m/s). 29 czerwca 2008 roku ten wyczyn poprawił jeszcze Tyson Gay (9,68 4,1 m/s). 16 sierpnia 2009 Usain Bolt przebiegł dystans 100 metrów w czasie 9,58 przy przepisowej sile wiatru (+0,9).
Jest mężem Marion Jones (od 2007 roku).

## Rekordy życiowe
- bieg na 100 m – 9,87 (1998) rekord Barbadosu, rekord pucharu świata
- bieg na 200 m – 19,97 (2000) rekord Barbadosu
- bieg na 55 m (hala) – 5,99 (1997) rekord świata
- bieg na 60 m (hala) – 6,56 (1999) były rekord Barbadosu
- bieg na 200 m (hala) – 20,26 (1999) rekord Barbadosu